# Cinta di Thiers

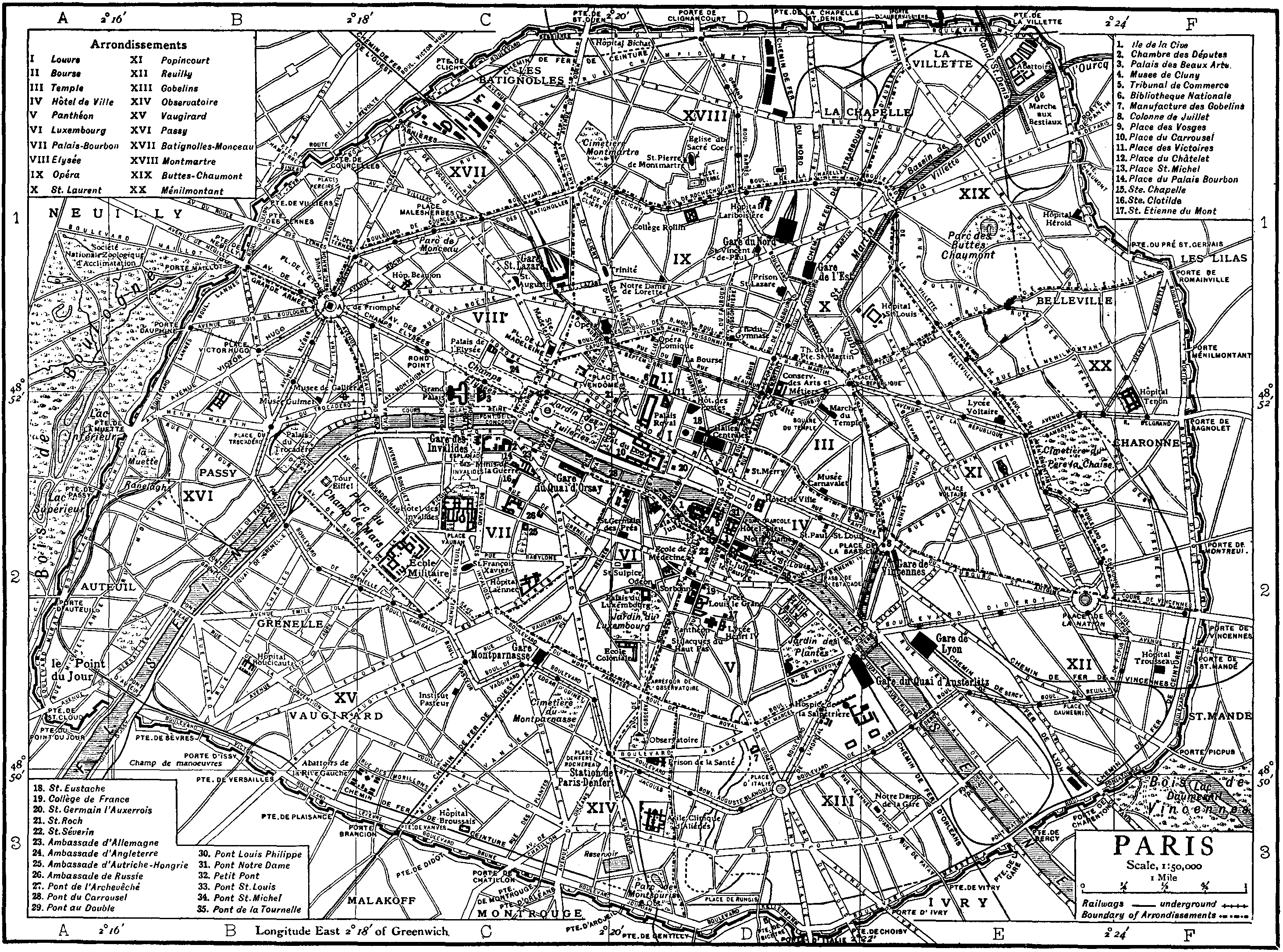
Mappa di Parigi, circondata dalla cinta di Thiers, nel 1911, poco prima che le mura fossero demolite

La cinta di Thiers era l'ultima cinta muraria creata intorno a Parigi sotto Luigi Filippo, convinto che la costruzione di una cintura di fortificazioni attorno alla capitale avrebbe impedito a Parigi di cadere nelle mani di eserciti stranieri, come era accaduto durante la battaglia di Parigi, nel 1814, e reso la città inespugnabile.
Il primo progetto, presentato nel 1833 alla Camera dei Deputati dal maresciallo Soult, presidente del Consiglio e ministro della guerra, fu fortemente bocciato dalla sinistra, che sospettava che il governo avesse secondi fini di politica interna. Solo nel 1840, in seguito all'approvazione data dall'allora Presidente del Consiglio e Ministro degli Esteri, Adolphe Thiers, si poté iniziare la costruzione che durò dal 1841 al 1844.
Includendo l'intera capitale, per un'area di quasi 80 km2, la cinta di Thiers si trovava tra gli attuali boulevards des Maréchaux, originariamente chiamati "rue Militaire" e la futura ubicazione del boulevard périphérique. Fu demolita tra il 1919 e il 1929.

## Caratteristiche
Il recinto comprendeva un'area totale di 78,02 km2 e si estendeva per 33 km in lunghezza, seguendo da vicino gli attuali confini del comune di Parigi, Bois de Boulogne e Bois de Vincennes esclusi.
Chiamato " les fortifications" e più colloquialmente "les fortif", questo recinto era composto da:
- novantacinque bastioni
- diciassette porte
- ventitré barriere
- otto passaggi a livello
- cinque attraversamenti di fiumi o canali
- otto postierle tra cui quelle di Montempoivre e Pioppi.

I lavori vennero realizzati con l'utilizzo della "rue Militaire", e con il distacco di una linea ferroviaria, la linea della Petite Ceinture.
Il recinto era costituito da:
- una strada militare interna
- un parapetto largo 6 metri
- un muro a scarpa di 3,5 metri di spessore e 10 metri di altezza
- un fossato asciutto di 40 metri
- una controscarpa leggermente inclinata
- uno spalto largo 250 metri.

Al di fuori del muro perimetrale, il suo fossato e controscarpa era una striscia di terra larga 250 metri: lo spalto. Designata come "zone non aedificandi" (zona non edificabile), fu occupata da baraccopoli a partire dalla fine del XIX secolo, con l'abbandono della sua funzione militare. Questa banda fu designata come la "Zona", i poveri che vi abitavano venivano chiamati "zoniers", e peggiorativamente il "zonardi", termine che è sopravvissuto e si è diffuso.

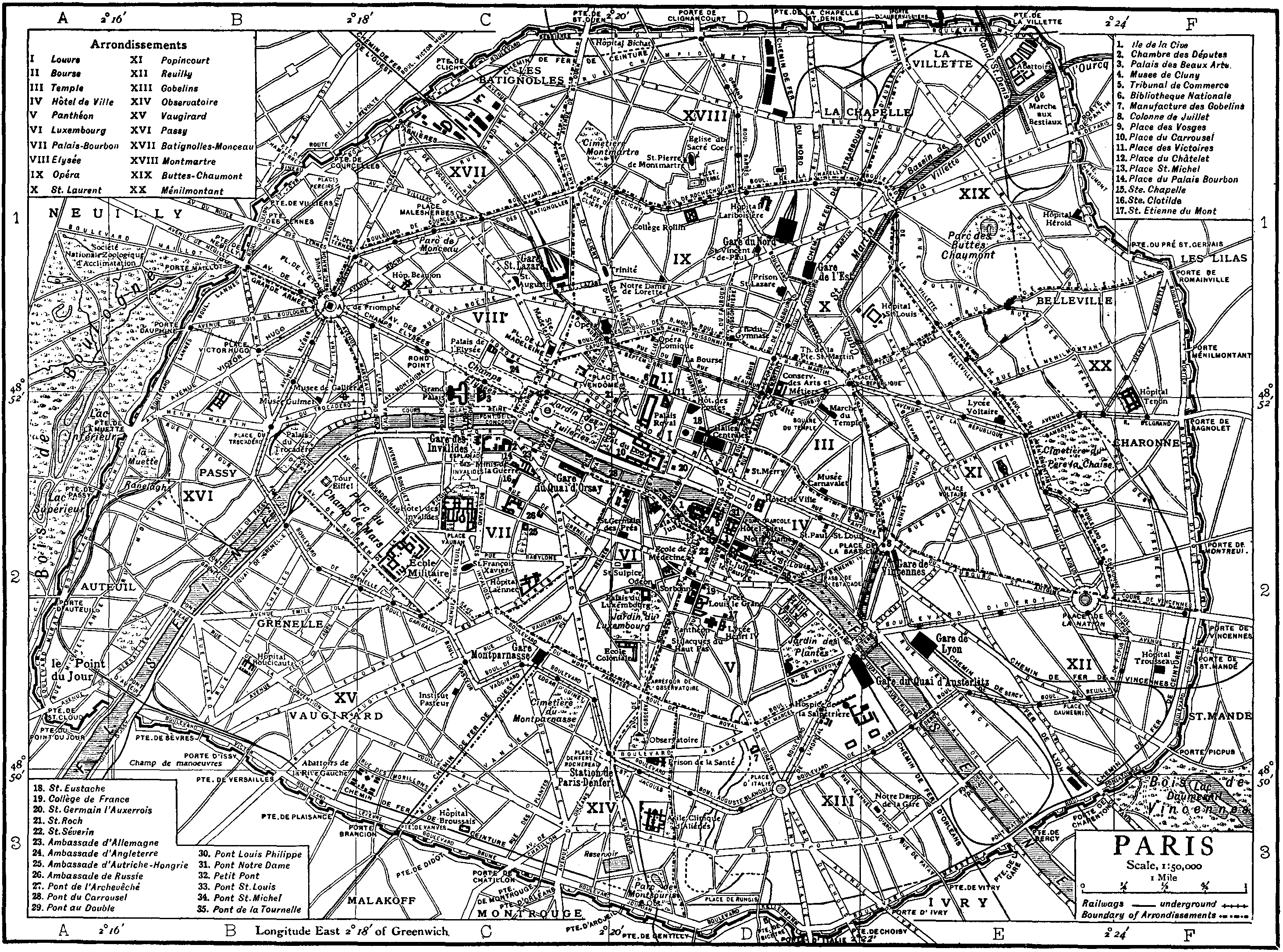
Mappa di Parigi del 1911 che mostra la cinta di Thiers e i suoi bastioni.
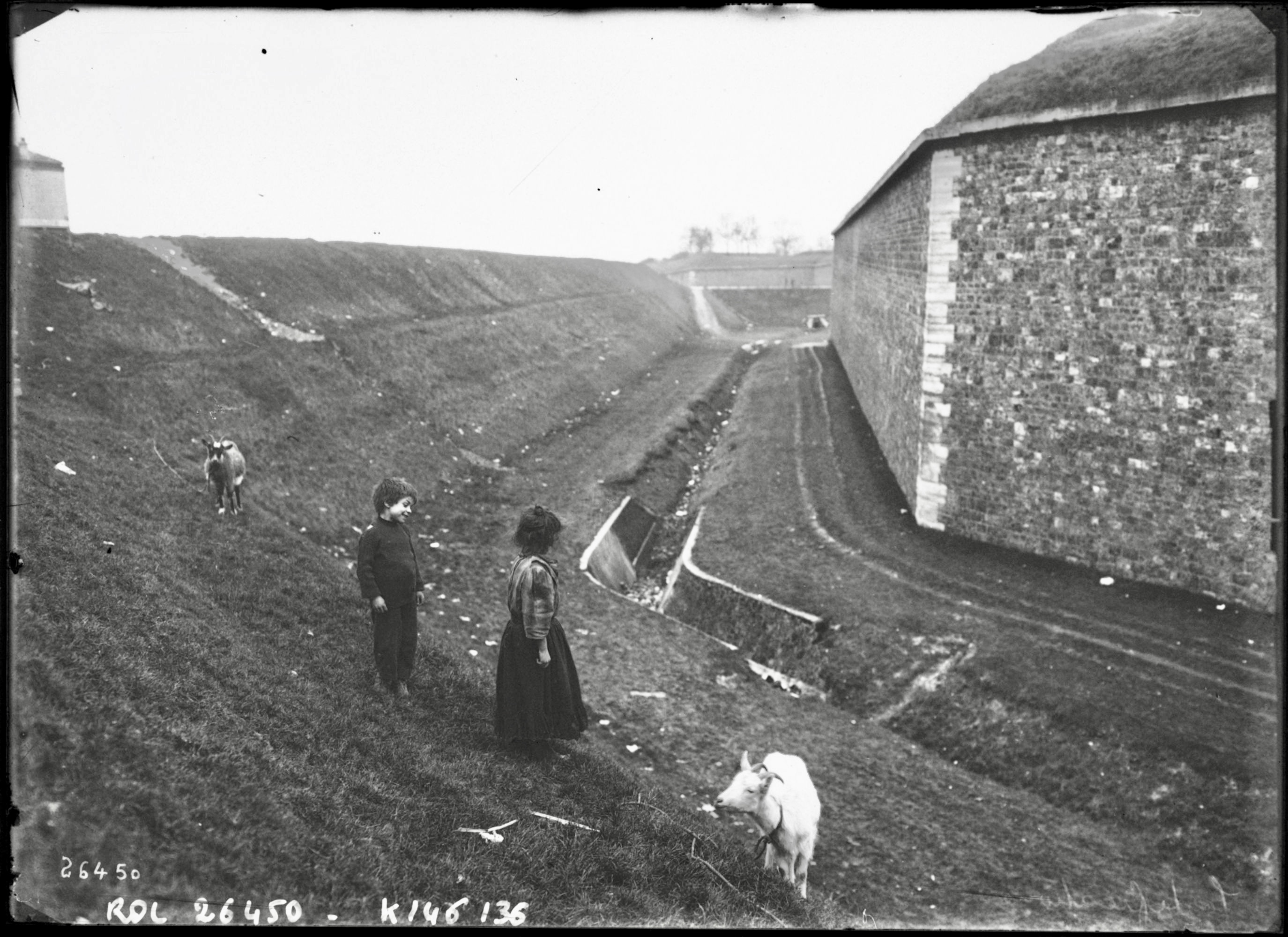
Particolare del muro, del fossato e del terrapieno difensivo.
Un "glacis", termine militare che designa un terreno aperto, generalmente in pendenza, avente la funzione di non offrire alcun riparo a eventuali aggressori.
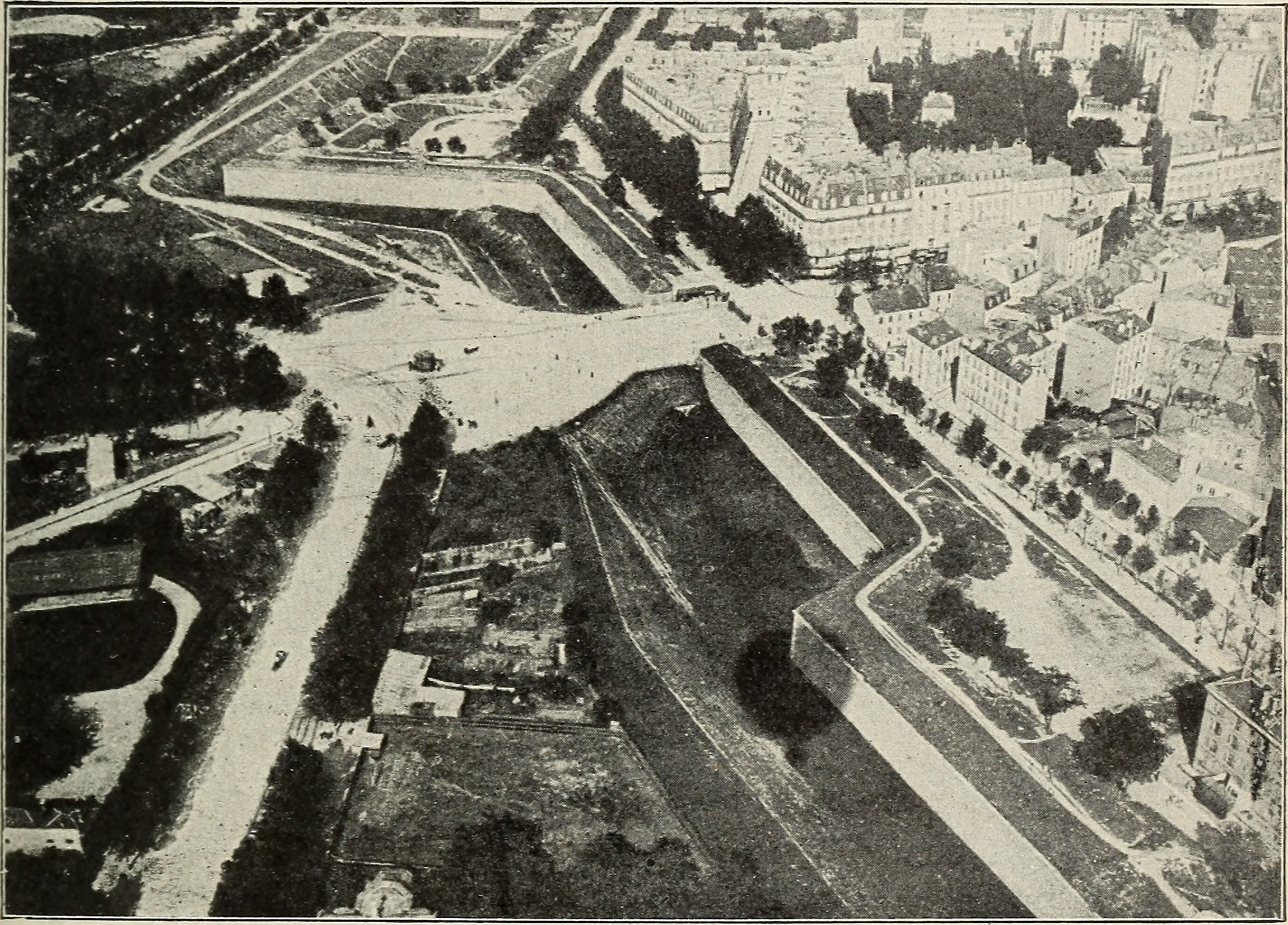
Parte dei bastioni della cinta di Thiers (1908).
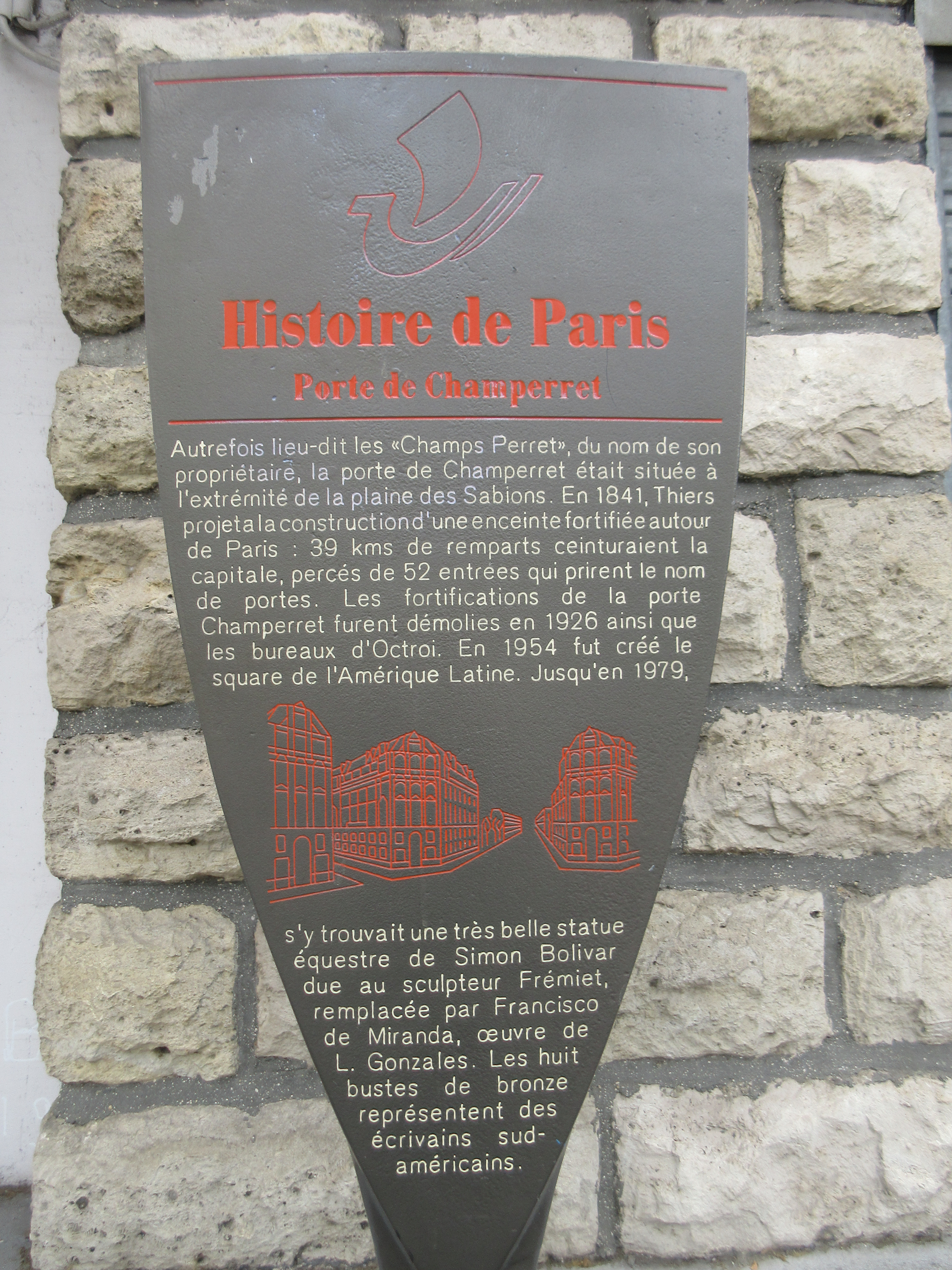
Pannello Storia di Parigi, Porte de Champerret.

### Opere complementari
Il recinto era completato da sedici forti distaccati:
- Fort de Charenton
- Fort de Vincennes
- Fort de Nogent
- Fort de l'Est
- Fort de la Double-Couronne
- Fort de la Briche
- Fort de Rosny
- Fort de Noisy
- Fort de Romainville
- Forteresse du Mont-Valérien
- Fort d'Aubervilliers
- Fort d'Ivry
- Fort de Bicêtre
- Fort de Montrouge
- Fort de Vanves
- Fort d'Issy

e altre opere:
- Batterie de Pantin
- Batterie du Rouvray
- Batterie des Vertus
- Ouvrage d'Aubervilliers
- Batterie d'Aubervilliers
- Redoute de la Faisanderie
- Redoute de Gravelle
- Lunette de Nogent
- Digue du Rû de Montfort
- Digue du Croult
- Rigole de la Briche
- Redoute de Fontenay-sous-Bois
- Lunette de Rosny
- Redoute de la Boissière
- Redoute de Montreuil
- Lunette de Noisy-le-Sec
- Redoute de Noisy-le-Sec
- Lunette de Romainville
- Courtine de Romainville

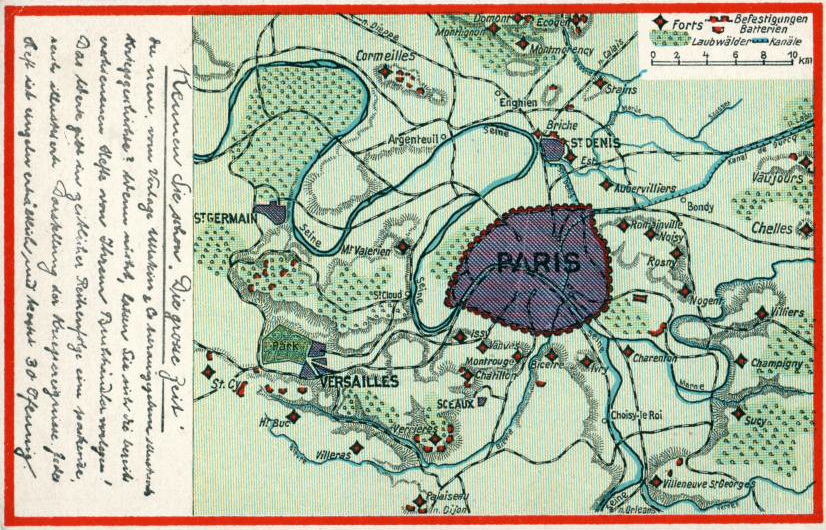
Cartolina tedesca che mostra la pianta dei forti a difesa di Parigi all'inizio del XX secolo.
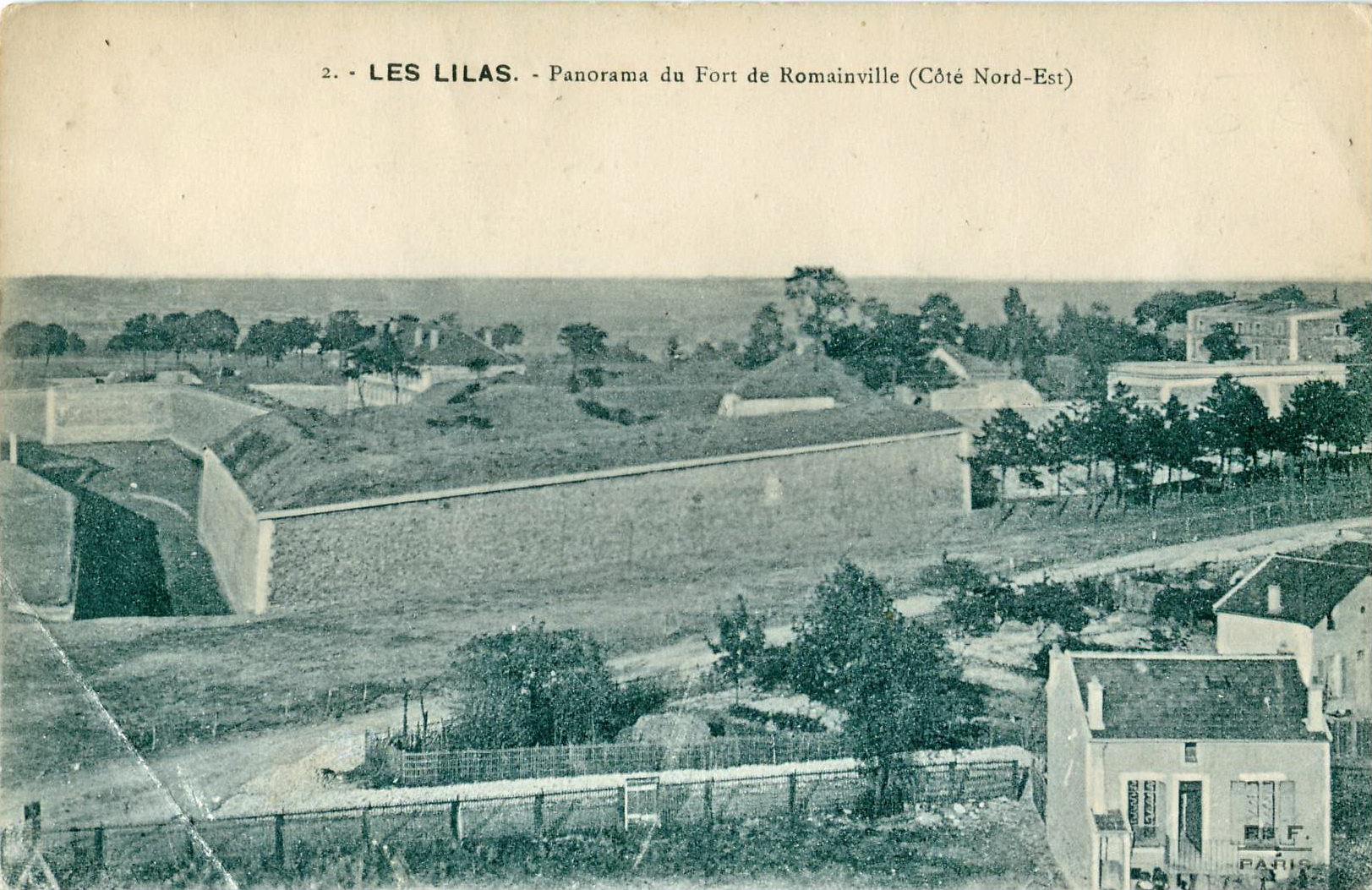
Il Forte di Romainville (lato nord-est).
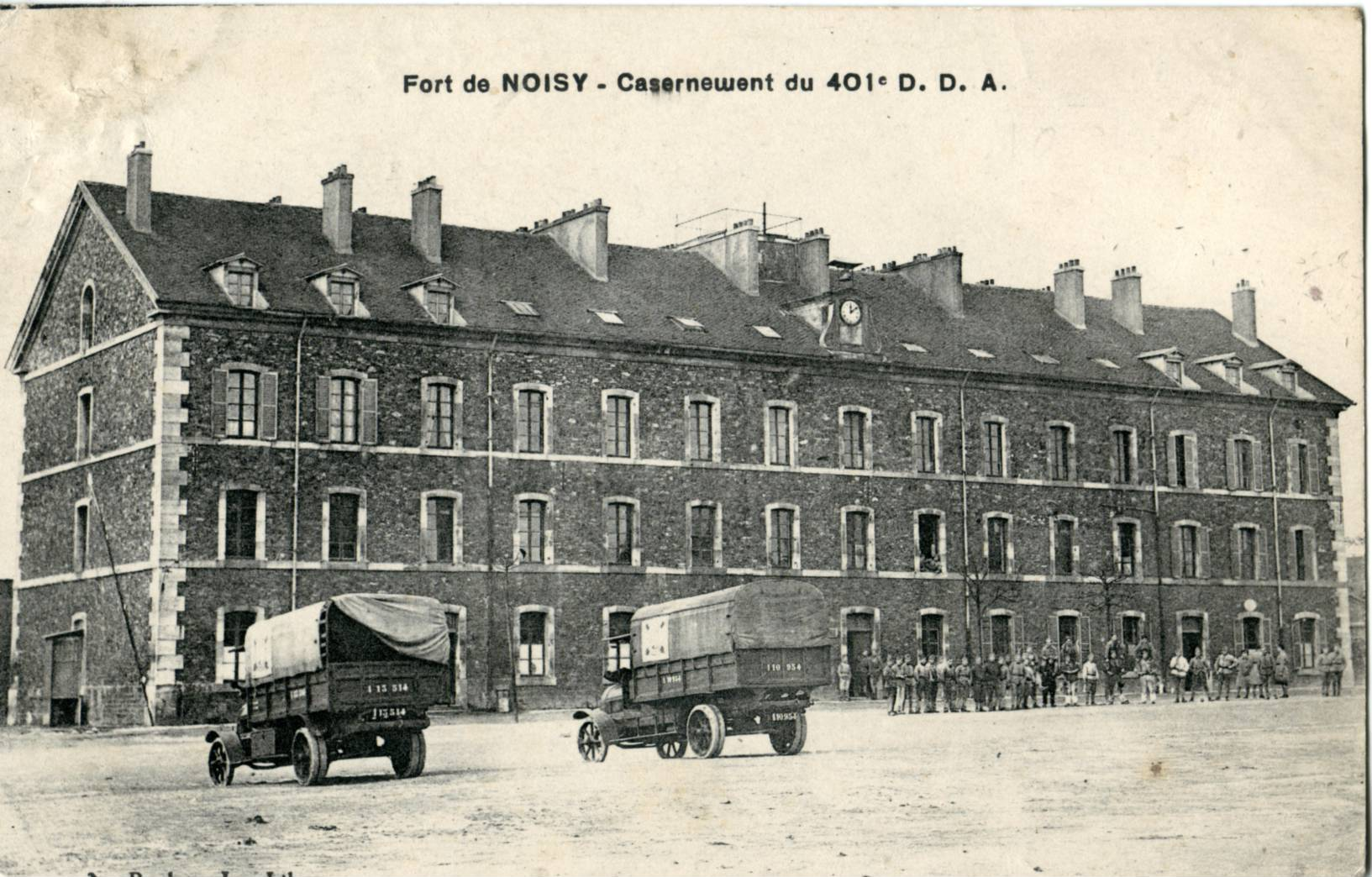
Il Forte di Noisy: caserma del 401° DDA
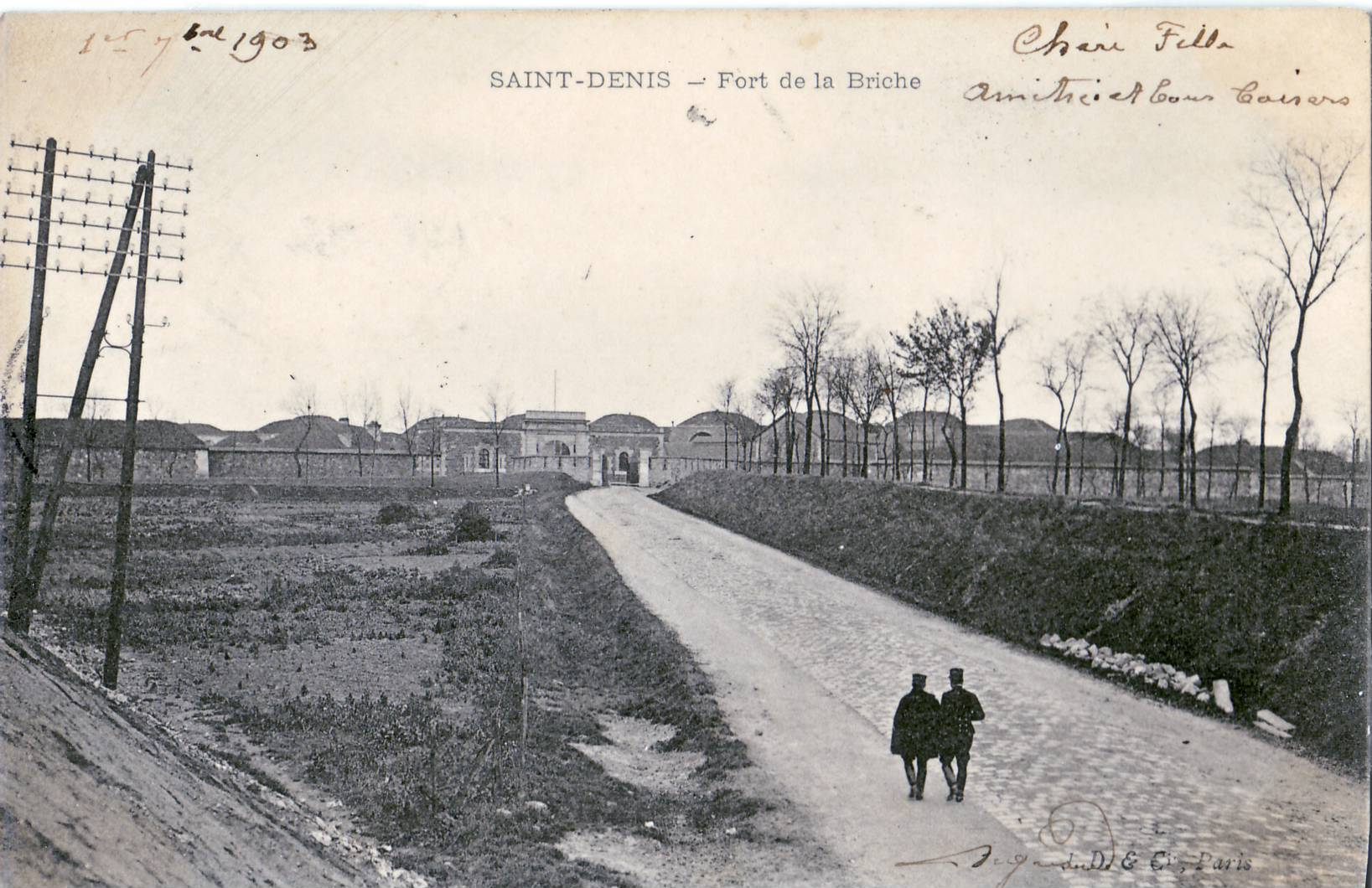
Il Fort de la Briche a Saint-Denis.

## Storia

### Origine
Luigi Filippo, proclamato re dei francesi nel 1830, era convinto che la chiave per la difesa del territorio fosse impedire che Parigi cadesse nelle mani di eserciti stranieri come durante la battaglia di Parigi del 1814. Aveva quindi intenzione di costruire un recinto di fortificazioni attorno alla capitale che avrebbe reso la città inespugnabile.
Un primo progetto fu presentato alla Camera dei Deputati all'inizio del 1833 dal maresciallo Soult, presidente del Consiglio e ministro della guerra. Suscitò subito fortissime resistenze da parte della sinistra, i cui oratori sospettanovano, o fingevano di sospettare, secondi fini di politica interna da parte del governo: si affermava che le fortificazioni erano in realtà destinate non a difendere la Francia, ma a minacciare i parigini nel caso in cui si fossero ribellati al potere regio.

### Costruzione
Lo stanziamento per la costruzione del recinto fu fatto nel 1841 e le fortificazioni vennero completate nel 1844.
Comprendevano non solo Parigi (limitata alla cintura daziaria), ma anche tutto o parte di un anello di comuni situati intorno alla capitale: Saint-Ouen, Montmartre, La Villette, Belleville, Charonne, Saint-Mandé, Bercy, Ivry, Montrouge, Vaugirard, Issy-les-Moulineaux, Auteuil, Passy e Batignolles-Monceau.

### Estensione di Parigi
Nel 1860, Parigi estese i suoi limiti direttamente alla cinta di Thiers e annesse i comuni (o parti di comuni) che includeva. Vennero completamente assorbiti e divennero quartieri di Parigi:
- Belleville
- Grenelle
- La Villette
- Vaugirard

Vennero in parte assorbiti, divenendo parzialmente dei distretti di Parigi, e per il resto annessi ad altri comuni:
- Auteuil (Parigi XVI e Boulogne)
- Batignolles-Monceau (Parigi XVII e Clichy)
- Bercy (Parigi XII e Charenton-le-Pont)
- Charonne (Parigi XX, Montreuil e Bagnolet)
- La Chapelle (Parigi XVIII, Saint-Ouen, Saint-Denis e Aubervilliers)
- Montmartre (Parigi XVIII e Saint-Ouen)
- Passy (Parigi XVI e Boulogne).

Vennero annessi parzialmente i comuni di:
- Ivry-sur-Seine, a nord della città, e collegato al XIII arrondissement (distretto della stazione)
- Montrouge, a nord della città aggiunto al XIV arrondissement (distretto di Petit-Montrouge)
- Saint-Mande, ad ovest della città, collegato al XII arrondissement (principalmente distretto di Bel-Air)
- Issy-les-Moulineaux, a nord della città e attaccato al XV arrondissement
- Neuilly-sur-Seine, a est della città, e collegata al XVII arrondissement (distretto di Ternes)
- Saint-Ouen, a sud della città, e collegata al XVIII arrondissement (distretto di Clignancourt).

### Declassamento
La cinta divenne obsoleta alla fine del XIX secolo a causa dell'aumento del raggio di gittata dell'artiglieria, in particolare quella dell'esercito prussiano nel 1871. Il suo smantellamento era previsto già nel 1882. "L'area" venne gradualmente occupata da costruzioni abusive e da rifugi per circa 30 000 persone all'inizio del XX secolo. 
Declassificate dalla legge del 19 aprile 1919, le fortificazioni vennero progressivamente demolite fino al 1929.
Al loro posto vennero a crearsi lotti liberi ("La Zone"), che vennero gradualmente riabilitati dagli anni 1930 con la costruzione di alloggi sociali (abitazioni economiche o HBM), impianti sportivi e parchi (ad esempio lo Stadio Jean Bouin e la piscina Molitor), sedi espositive (ad esempio il centro espositivo Porte de Versailles e il Museo Coloniale), persino edifici di lusso come gli edifici Walter nel XVI arrondissement.
Inizialmente, questa immensa riserva di terreno aveva dato origine a progetti d'insieme che, tuttavia, non videro mai la luce. Adolphe Alphand propose così di costruire una cintura verde intorno a Parigi, con giardini, hotel e casinò, un'idea che lo scrittore Nicolas Chaudun descrisse come:
. 
Spinti dalle idee igieniste in voga all'epoca, altri architetti volevano costruire case circondate da giardini, come Eugène Hénard e i suoi edifici a gradoni o Auguste Perret e le sue case a torre che andavano dai 150 ai 200 metri, collegate tra loro da un ponte. Tuttavia, la lentezza della demolizione pose fine a questi progetti, e rimase l'idea meno ambiziosa di edilizia sociale, una "cintura rossa" di 40.000 HBM che venne realizzata a rate e non in modo omogeneo e completo, poiché nessun grande architetto volle rispondere al bando.
La forma dei vecchi bastioni si ritrova in più punti nella topologia della strada in questo spazio.
Nel 1939, la maggior parte della terra nel vecchio recinto era ancora incolta. Dopo la seconda guerra mondiale, la democratizzazione dell'automobile portò a pensare alla costruzione di una nuova cintura, questa volta dei trasporti.
Venne costruito il boulevard périphérique, dal 1958 al 1973, al di là del diritto di passaggio del recinto di Thiers, ai margini de "L'area", e continua a materializzarsi la separazione tra Parigi e le sue periferie.

### Resti contemporanei
Rimangono visibili alcune vestigia della cinta di Thiers, tra cui, tra gli altri:
- la postierla dei Pioppi, sotto la quale un braccio della Bièvre entrava a Parigi prima di essere interrata
- il bastione n. 1, attualmente situato in rue Robert-Etlin vicino allo svincolo Porte de Bercy
- una sezione del bastione n. 28, situato sul lato dell'avenue de la Porte-de-la-Villette e che funge da muro di chiusura per il Paris Event Centre
- il bastione n. 44 dietro le botteghe Berthier, rue André-Suarès e rue du Bastion
- il bastione n. 45 nel giardino Claire-Motte, rue Albert-Roussel[8]
- parte della porta di Arcueil
- parte della porta Montempoivre
- un lato del muro dei binari ferroviari in uscita dalla Gare de Lyon e dalla Gare de Paris-Bercy
- il bastione in pietra n. 82 nei giardini della fondazione Deutsch de la Meurthe
- diverse baracche in concessione costruite in alcuni bastioni.

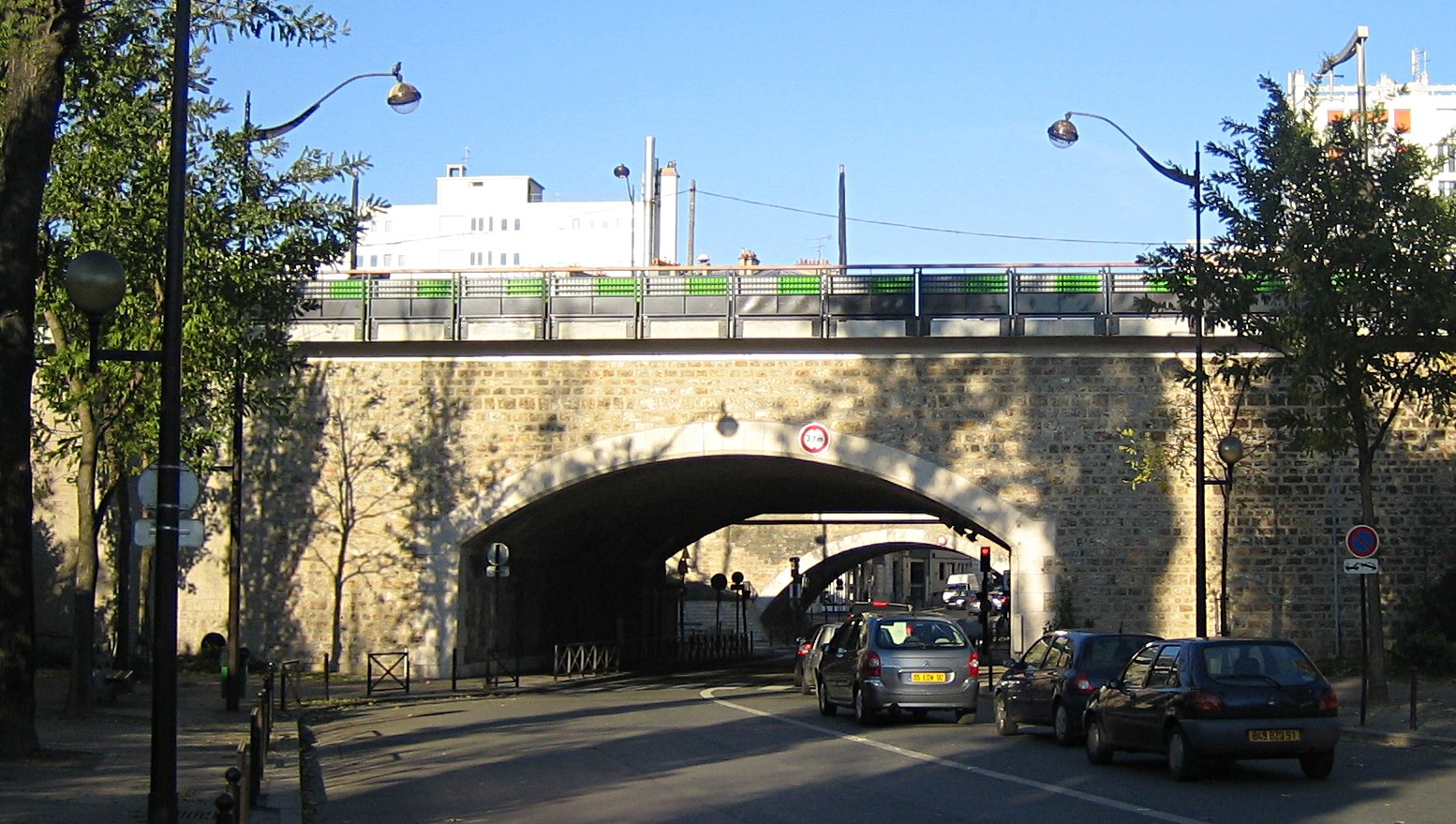
Poterne des Peupliers, una delle poche vestigia ancora visibili della cinta di Thiers.
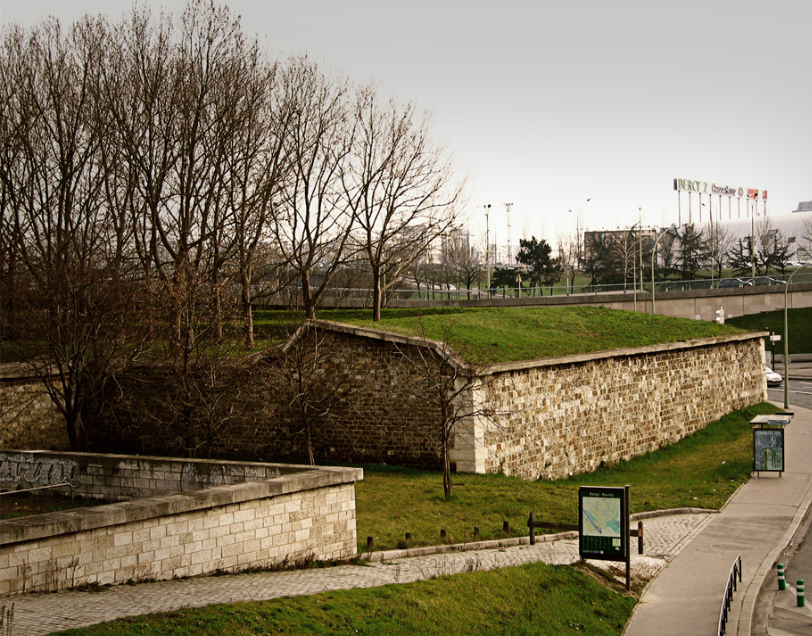
Bastione n. 1 visto dal Pont National.
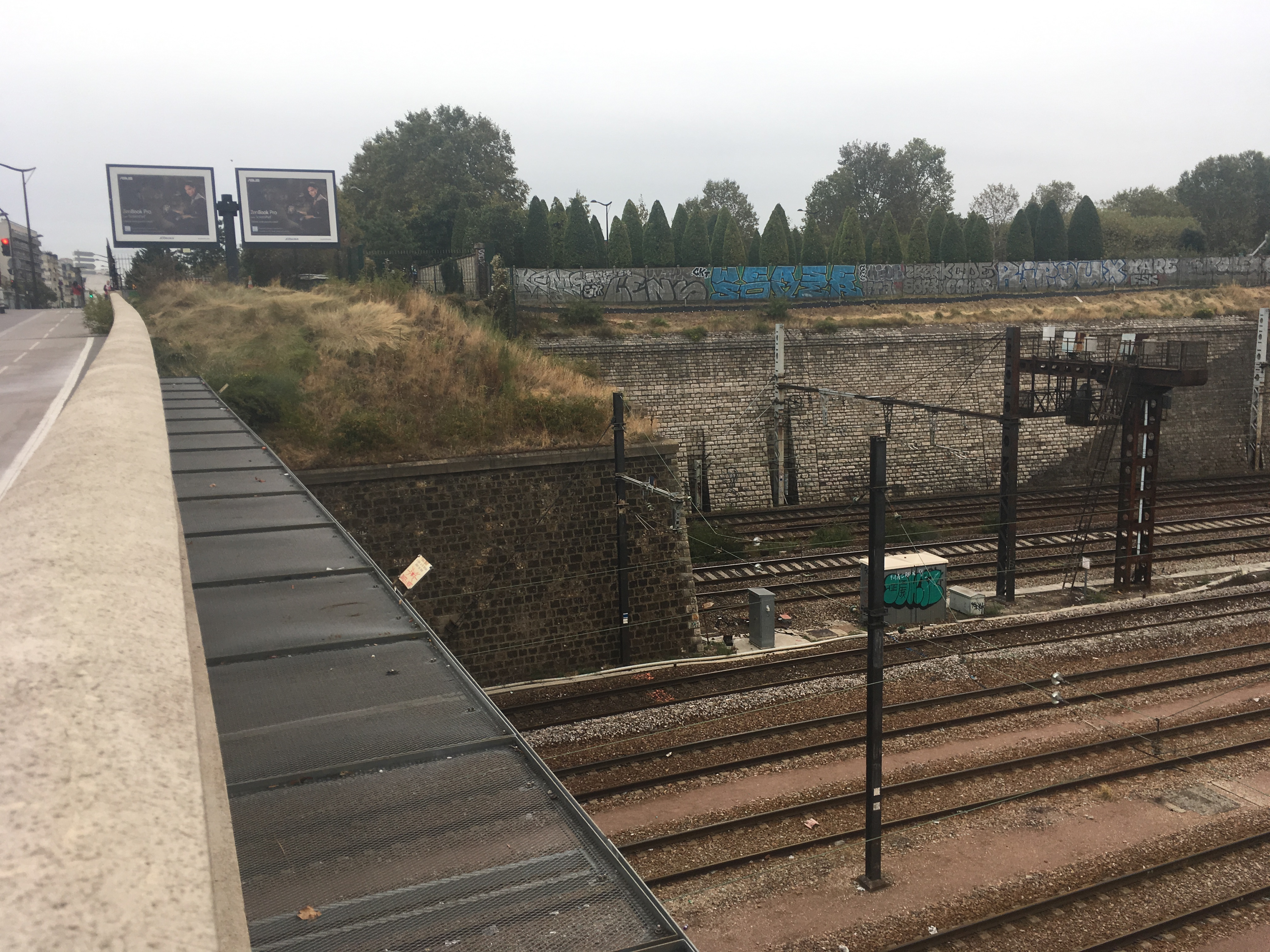
Un lato del muro dell'ex cinta di Thiers lungo i binari ferroviari in uscita dalla Gare de Lyon e dalla Gare de Paris-Bercy, vicino alla Porte de Charenton.
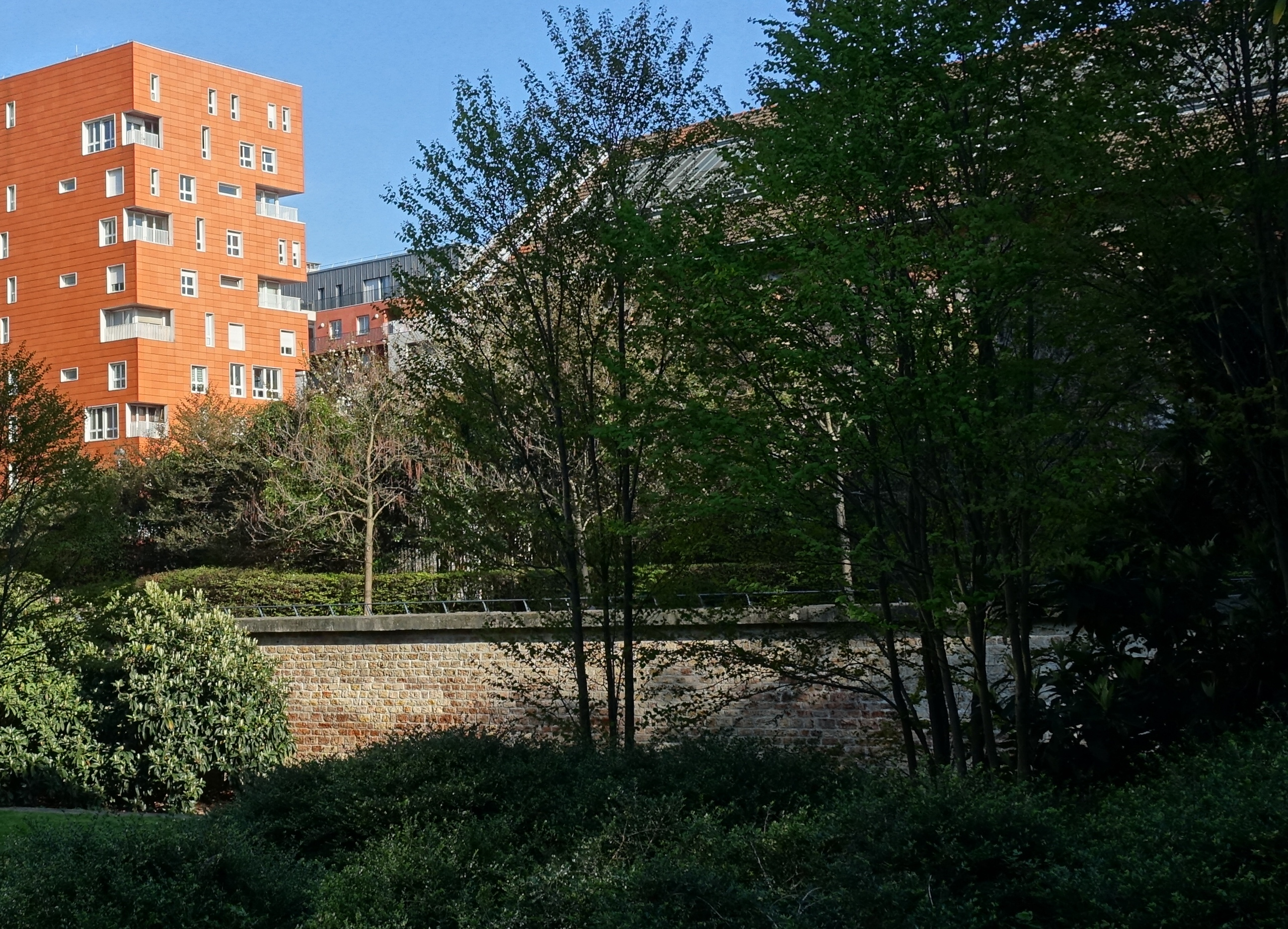
Vestigia del bastione n. 45 nel Jardin Claire-Motte, rue Albert-Roussel a Parigi.